# David Michaels (Mediziner)

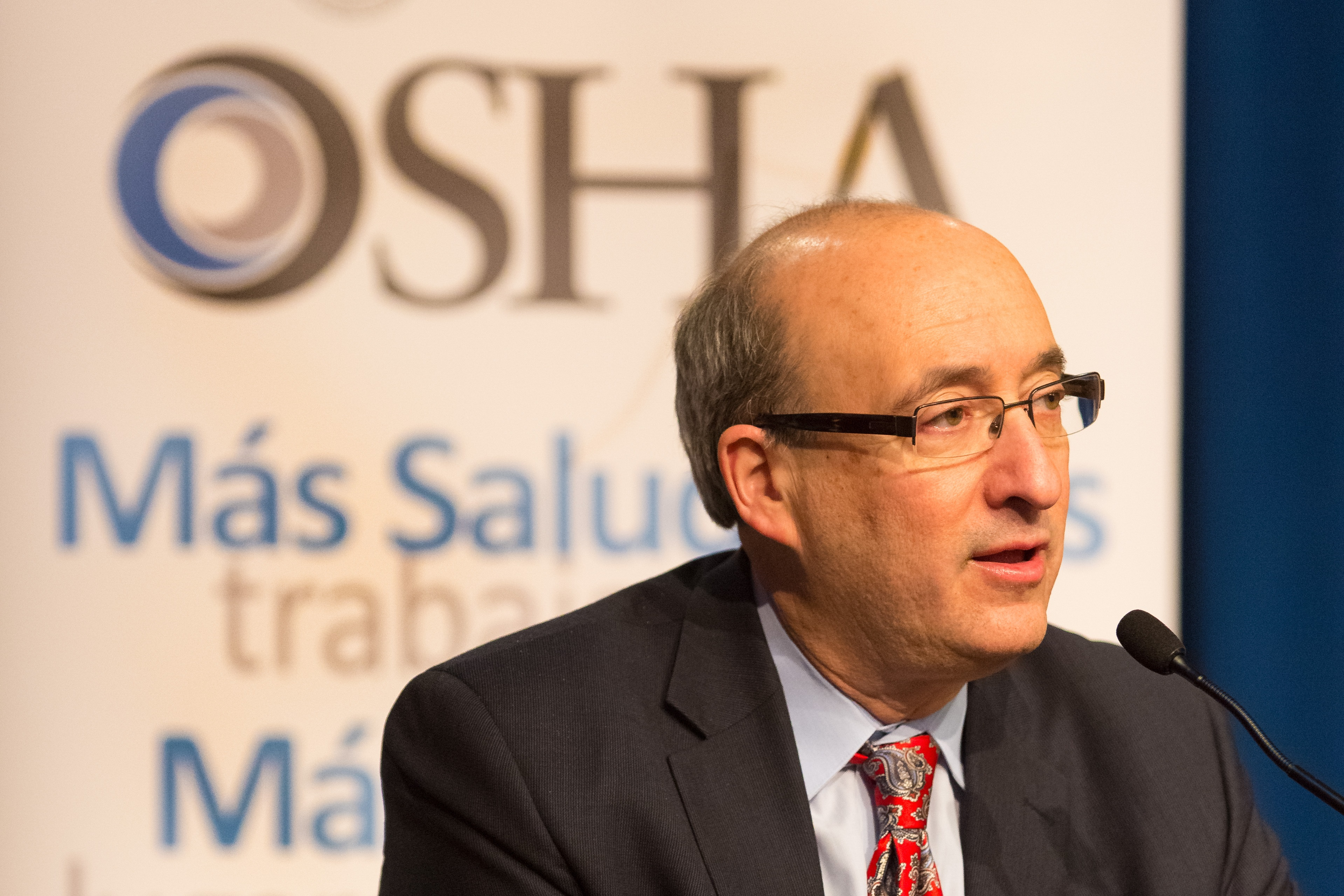
David Michaels (2014)

David Michaels (* 11. Oktober 1954 in New York City) ist US-amerikanischer Epidemiologe und Professor am Department of Environmental and Occupational Health (EOH) der Milken Institute School of Public Health der George Washington University.

## Leben
In den ersten Jahren der HIV/AIDS-Epidemie entwickelte Michaels ein weit verbreitetes mathematisches Modell, um die Zahl der durch die Krankheit verwaisten Kinder zu schätzen.
Michaels war von 1998 bis Januar 2001 stellvertretender Sekretär für Umwelt, Sicherheit und Gesundheit im Energieministerium der Vereinigten Staaten. In dieser Position war er in erster Linie für den Schutz der Gesundheit und Sicherheit der Arbeiter, der Nachbargemeinden und der Umwelt rund um die Kernwaffenanlagen des Landes verantwortlich. Michaels entwickelte die Initiative zur Entschädigung von Arbeitern im Kernwaffenkomplex, die infolge der Exposition gegenüber Strahlung, Beryllium, Siliciumdioxid oder anderen Gefahren Krebs oder Lungenerkrankungen entwickelten. Diese Initiative führte zu dem Programm zur Kompensation von Berufskrankheiten der Energiearbeiter, das seit seiner Gründung im Jahr 2001 über 13 Milliarden Dollar an Leistungen für kranke Arbeitnehmer und die Familien verstorbener Arbeitnehmer bereitgestellt hat.
Bis Januar 2017 war er stellvertretender Arbeitsminister der Occupational Safety and Health Administration (OSHA). Michaels wurde von Präsident Barack Obama nominiert und vom US-Senat einstimmig bestätigt und begann im Dezember 2009 als 12. stellvertretender Sekretär der OSHA. Er ist der am längsten amtierende stellvertretende Sekretär in der Geschichte der OSHA.
Als stellvertretender Sekretär arbeitete Michaels daran, die Durchsetzung der Behörde in Hochrisikoindustrien zu stärken, das Informantenschutzprogramm der OSHA zu verbessern, Programme und Standards für den gesunden Menschenverstand zu fördern, die Unterstützung kleiner Arbeitgeber bei der Einhaltung von Vorschriften auszuweiten und die Reichweite auf die gefährdeten Bevölkerungsgruppen zu erhöhen, die am stärksten von arbeitsbedingten Verletzungen und Krankheiten betroffen sind. Er erhöhte auch den Fokus und die Fähigkeiten der OSHA in den Bereichen Datenanalyse und Programmauswertung.

## Publikationen
- David Michaels: “The Triumph of Doubt: Dark money and the science of deception.” Oxford University Press, 2020, ISBN 978-0-19-092266-5.
- David Michaels: “Doubt is Their Product: How Industry's Assault on Science Threatens Your Health” Oxford University Press, 2008, ISBN 0-19-971976-4.
- Michaels D, Monforton C, Monforton: Manufacturing uncertainty: contested science and the protection of the public's health and environment. In: American Journal of Public Health. 95. Jahrgang, Suppl 1, 2005, S. S39–48, doi:10.2105/AJPH.2004.043059, PMID 16030337. As PDF.
- Michaels D, Bingham E, Boden L et al.: Advice without dissent. In: Science. 298. Jahrgang, Nr. 5594, Oktober 2002, S. 703, doi:10.1126/science.298.5594.703, PMID 12399550.
- Michaels D, Wagner W, Wagner: Science and government. Disclosure in regulatory science. In: Science. 302. Jahrgang, Nr. 5653, Dezember 2003, S. 2073, doi:10.1126/science.1093718, PMID 14684806.
- Wendy Wagner, David Michaels: Equal Treatment for Regulatory Science: Extending the Controls Governing the Quality of Public Research to Private Research. In: Am J Law Med. 30. Jahrgang, Nr. 2–3, 2004, S. 119–154, doi:10.1177/009885880403000202.